# Кувак-Никольское
Кувак-Никольское — село Нижнеломовского района Пензенской области. Административный центр Кувак-Никольского сельсовета.

## География
Находится в северо-западной части Пензенской области на расстоянии приблизительно 11 км на северо-запад от районного центра города Нижний Ломов на левом берегу Нор-Ломовки.

## История
Основано однодворцами Верхнеломовского уезда, контролировавшими дорогу через Вадовские ворота на Шацк. В 1663 и 1697 годах после ухода части служилых людей на новые места службы (Пенза, Петровск, Азов и др.), часть их земель была отказана помещикам. В 1717 году село подверглось разорению ногайцами. Всего из 132-х дворов в Никольском осталось к 1718 году 33 солдатских и два — священнослужителей.
В 1795 году в селе Никольском, Кувак тож, помимо однодворцев проживали крестьяне нескольких помещиков, всего в 176 дворах. Имелась Никольская церковь и 2 мельницы на реке. В 1843 году построен деревянный храм во имя святой великомученицы Варвары.
В 1877 году — волостной центр Нижнеломовского уезда, 300 дворов, церковь, школа, лавка, спичечное заведение, базар по воскресеньям, ярмарка. В 1896 году показана в селе (тогда Никольское) каменная Троицкая церковь, построенная в 1840 году. До начала 1900-х годов действовала спичечная фабрика Кокушкина. В 1911 году — волостной центр Нижнеломовского уезда, 472 двора, школа уездного земства, народная библиотека, церковь, водяная мельница, мельница с нефтяным двигателем, 6 ветряных, 3 шерсточесалки, овчинное заведение, 4 кузницы, 2 кирпичных сарая, трактир, 11 лавок.
В 1939 году правление колхоза имени Чапаева. В 1955 году центральная усадьба колхоза «Путь Советов». В 1996 году функционировали совхоз «Кувак-Никольский», птицефабрика, неполная средняя школа, дом культуры. В том же 1996 году село было газифицировано. В 2004 году — 512 хозяйств.

## Население
Численность населения: 791 человек (1710 год), 158 (1718), 1686 (1864), 2194 (1877), 2219 (1897), 2852 (1911), 2609 (1926), 1215 (1959), 1261 (1970), 1351 (1979), 1361 (1989), 1482 (1996). Население составляло 1323 человека (русские 97 %) в 2002 году, 1225 — в 2010.